# Greda (gmina Gradiška)
Greda (cyr. Греда) – wieś w Bośni i Hercegowinie, w Republice Serbskiej, w gminie Gradiška. W 2013 roku liczyła 117 mieszkańców.